# 1951 na ciência

## Eventos
- 5 de Julho - É popularizado o transistor de junção inventado por William Shockley e sua equipe.

## Nascimentos
| Data           | Nome                   | Profissão              | Nacionalidade  | Observações                                                                                       | Ref                     |
| -------------- | ---------------------- | ---------------------- | -------------- | ------------------------------------------------------------------------------------------------- | ----------------------- |
| 26 de março    | Carl Wieman            | físico                 | Estados Unidos | Nobel da Física 2001 Medalha Lorentz 1998                                                         | [ 1 ] [ 2 ]             |
| 16 de abril    | Ricardo Silva Kubrusly | matemático e poeta     | Brasil         |                                                                                                   |                         |
| 21 de abril    | Michael Freedman       | matemático             | Estados Unidos | Medalha Fields 1986                                                                               | [ 3 ]                   |
| 15 de maio     | Frank Wilczek          | físico                 | Estados Unidos | Nobel da Física 2004 Medalha Lorentz 2002 Medalha Dirac 1994                                      | [ 1 ] [ 2 ] [ 4 ]       |
| 28 de julho    | Santiago Calatrava     | arquiteto e engenheiro | Espanha        | Medalha de Ouro do IStructE (1992) Prémios Princesa das Astúrias 1999 Medalha de Ouro do AIA 2005 | [ 5 ] [ 6 ]             |
| 26 de agosto   | Edward Witten          | matemático e físico    | Estados Unidos | Medalha Dirac 1985 Medalha Fields 1990 Clay Research Award 2001 Prémio Crafoord 2008              | [ 4 ] [ 3 ] [ 7 ] [ 8 ] |
| 15 de novembro | Jim Cronin             | zoólogo                | Estados Unidos | m. 2007                                                                                           |                         |
| ??             | Wojciech Zurek         | físico teórico         | Estados Unidos |                                                                                                   |                         |

## Mortes
| Data        | Nome                         | Profissão               | Nacionalidade                         | Observações                                                                        | Ref                 |
| ----------- | ---------------------------- | ----------------------- | ------------------------------------- | ---------------------------------------------------------------------------------- | ------------------- |
| 28 de março | Oliveira Viana               | historiador e jurista   | Brasil                                | n. 1883                                                                            |                     |
| 6 de abril  | Robert Broom                 | médico e paleontólogo   | Reino Unido da Grã-Bretanha e Irlanda | n. 1866 Medalha Real 1928 Medalha Daniel Giraud Elliot 1946 Medalha Wollaston 1949 | [ 9 ] [ 10 ] [ 11 ] |
| 9 de abril  | Vilhelm Bjerknes             | físico e meteorologista | Noruega                               | n. 1862                                                                            |                     |
| 16 de abril | Aimé Cotton                  | físico                  | França                                | n. 1869                                                                            |                     |
| 26 de abril | Arnold Sommerfeld            | físico                  | Alemanha                              | n. 1868 Medalha Max Planck 1931 Medalha Lorentz 1939                               | [ 12 ] [ 2 ]        |
| 29 de abril | Ludwig Wittgenstein          | filósofo                | Áustria                               | n. 1889                                                                            |                     |
| 6 de maio   | Élie Cartan                  | matemático              | França                                | n. 1869 Prémio Poncelet 1920 Medalha Lobachevsky 1937                              | [ 13 ]              |
| ??          | Leonid Samuilovich Leibenzon | engenheiro e matemático | Império Russo                         | n. 1879                                                                            |                     |

## Prémios

### Medalha Arthur L. Day
- Martin J. Buerger[14]

### Medalha Bigsby
- Edwin Sherbon Hills[15]

### Medalha Bruce
- Marcel Minnaert[16]

### Medalha Copley
- David Keilin[17]

### Medalha Davy
- Eric Rideal[18]

### Medalha Guy de prata
- F.A.A. Menzler[19]

### Medalha Hughes
- Hendrik Kramers [20]

### Medalha Lobachevsky
- Nikolai Efimov[13]

### Medalha Penrose
- Pentti Eskola[21]

### Medalha Real
- Farmacologia - Howard Florey[9]
- Química - Ian Heilbron[9]

### Prémio Nobel
- Física - John Cockcroft,[1] Ernest Walton.[1]
- Química - Edwin McMillan,[22] Glenn T. Seaborg.[22]
- Medicina - Max Theiler.[23]